# 戴庄天主教堂
戴庄天主教堂是位于中国山东省济宁市任城区北郊4公里戴庄村的一座著名的天主教堂，曾经是天主教圣言会在中国最重要的会院。
戴庄天主教堂的所在地原是明末清初画家戴鉴（号石坪）的私人花园，清初卖给官员李澍后，改名“荩园”，内设假山、水榭、凉亭、曲桥、池塘等，雕梁画栋，为济宁八大名园之冠。1883年，奥地利圣言会传教士福若瑟神父来到济宁，在戴庄创立圣言会在中国的第一所修道院。1897年巨野教案发生后，圣言会得到赔款，扩建戴庄修道院。1909年，李澍后裔将荩园卖给圣言会，1911年建成哥特式教堂，座西朝东，灰砖外墙，内部装饰华丽。包括男、女修道院、神父楼、钟楼、中小学以及“圣林”（传教士墓地）等，占地占地400余亩，楼堂房舍1000多间。“圣林”的中央是1908年因服侍伤寒病者受感染去世的福若瑟神父的坟墓。
1948年，中国人民解放军鲁中南军区赶走外籍神职人员，占用戴庄天主教堂，改为部队疗养院。1952年，此处改为山东省戴庄精神病院，1980年代更名为济宁市精神病防治院，1997年命名为山东省安康医院。
戴庄天主教堂的建筑基本保存完好，但大部分建筑仍为精神病院占用。1992年6月，戴庄天主教堂被列为山东省文物保护单位。2001年，当地天主教会维修了该教堂。